# Муштаков, Виктор Алексеевич
Виктор Алексеевич Муштаков (род. [[19 декабря 1996 года в Барнауле) — российский конькобежец, 2-кратный бронзовый призёр чемпионата мира, чемпион Европы, 6-кратный чемпион России и 9-кратный призёр чемпионата России.  Лучший спортсмен Алтайского края (2022). Мастер спорта России международного класса (2015). Заслуженный мастер спорта (2021). Выпускник Алтайского УОР и СШОР «Клевченя».

## Биография
Виктор Муштаков начал кататься на коньках в возрасте 4-х лет, когда старший брат Александр взял его на открытый ледовый каток "Клевченя" в Барнауле. Каток был бесплатный и находился в пяти минутах ходьбы от дома. Коньки он донашивал за братом, но их приходилось ещё и покупать. Он стал заниматься конькобежным спортом в возрасте пяти лет вместе с братом под руководством тренера Елены Николаевны Комаровской. Позже Саша поступил в политехнический институт, а Витя продолжил тренировки.
С 2013 года Виктор стал участвовать на чемпионате России среди юниоров и уже через год в 2014 году стал чемпионом в сумме многоборья в Челябинске. В сезоне 2014/15 Виктор Муштаков дебютировал на Кубке мира среди юниоров и взял несколько подиумов и в 2016 стал победителем первенства мира и бронзовым призёром Кубка мира среди юниоров. К тому времени он уже был неоднократным призёром первенств России и международных соревнований в младших возрастах.
С 2017 года начал участвовать в чемпионате России и Кубке России среди взрослых. В 2018 году стал серебряным призёром чемпионата России в комбинации спринта. Через год финишировал вторым в забегах на 500 и 1000 м на чемпионате России. На Кубке мира стал первым и третьим в командном спринте и вторым в забеге на 500 м. В феврале 2019 года на чемпионате мира на отдельных дистанциях в Инцелле завоевал бронзовые медали на дистанции 500 м и в командном спринте.
В марте 2019 года на чемпионате мира в спринтерском многоборье занял 9-е место и выиграл чемпионат России в спринтерском многоборье. 6 декабря 2019 года на этапе Кубка мира в Астане Виктор выиграл золото в забеге на 500 м, а 14 декабря повторил свой результат в Нагано. В январе 2020 года на дебютном чемпионате Европы в Херенвене выиграл золотую медаль в командном спринте и занял 4-е место в беге на 1000 м.
На чемпионате мира в Солт-Лейк-Сити Виктор занял 4-е место на 500-метровке, уступив всего 0,02 сек бронзовому призёру, японцу Тацуе Синаме. В ноябре 2020 года Виктор Муштаков стал первым на чемпионате страны в забеге на 1000 м и участвовал на чемпионате Европы и чемпионате мира в Херенвене.
В 2022 году Виктор взял золото на дистанциях 500 м, 1000 м и в спринтерском многоборье на чемпионате России, а в феврале 2022 года дебютировал на зимних Олимпийских играх в Пекине, где стал 9-м в беге на 500 м и 8-м на 1000 м. В 2023 году вновь стал первым в спринте на чемпионате России, а в 2024 году занял второе место. 

## Результаты
| Год  | ЧM спринт            | ЧM на отдельных дистанциях               | ЧЕ спринт              | ЧЕ на отдельных дистанциях | Олимпийские игры | Кубок мира          |
| ---- | -------------------- | ---------------------------------------- | ---------------------- | -------------------------- | ---------------- | ------------------- |
| 2019 | 9e (5e, 9e, 7e, 10e) | 500 м · 7e 1000 м · командный спринт     |                        |                            |                  | 9e 500 м 8e 1000 м  |
| 2020 | (6e, -, -, -)        | 4е 500 м 11e 1000 м DNF командный спринт |                        | 500 м · командный спринт   |                  | 500 м · 8e 1000 м   |
| 2021 |                      | 6e 1000 м                                | DNF4 · (, 8e, 4e, DNF) |                            |                  | 5e 500 м 11e 1000 м |
| 2022 |                      |                                          |                        |                            | 9e 500 м         |                     |

* DNF — не закончил дистанцию
- ЧМ и ЧЕ спринт — (1e 500 м, 1e 1000 м, 2e 500 м, 2e 1000 м).

## Личная жизнь
Виктор Муштаков окончил Алтайский государственный педагогический университет в Барнауле. Женат на Анастасии Коркиной, которая выступала в конькобежном спорте и выиграла серебро в командном спринте на чемпионате мира среди юниоров. У них есть дочь Мира.